# World Dog Show
World Dog Show (WDS, Всемирная выставка собак, Чемпионат мира) — крупнейшая выставка собак, которая проводится раз в год в одной из стран — членов Международной кинологической федерации (FCI) и завершается финальными соревнованиями и выбором «Лучшей собаки мира».
Организатор Чемпионата Мира определяется на генеральной ассамблее Международной кинологической федерации. Программа World Dog Show обычно рассчитывается на четыре-шесть дней.

## История
Международные выставки собак под эгидой FCI, приуроченные к Конгрессам крупнейшей кинологической организации планеты, нерегулярно проводились в разных странах Европы: в первой половине 30-х годов, в 50-е годы, в начале 70-х годов XX века. Участие в масштабных международных выставках было затруднительно в силу политических, карантинных и транспортных ограничений. Когда путешествия между странами и даже континентами стали более доступны, идея проводить выбор лучшей собаки планеты на регулярной основе перестала быть нереализуемой.
Доказательством тому послужила международная выставка 1972 года, впервые прошедшая на другом континенте — в Бразилии. Выставка собрала лишь 732 собаки, но послужила толчком для учреждения регулярного всемирного шоу. По итогам бразильской выставки в МКФ было принято решение проводить международные выставки ежегодно. Первым официальным World Dog Show (WDS) стала выставка в Париже в 1974 году.
World Dog Show проводится ежегодно, обычно в начале лета, каждый раз в новом месте. Для проведения WDS выбирается одна из стран — членов МКФ. Организация и особенности выставок сильно разнятся, в зависимости от национальных традиций принимающей страны. Количество собак-участников может ограничиваться скромной четырёхзначной цифрой или достигать десятков тысяч. В любом случае это красочное мероприятие, которое предоставляет возможность участия собакам из разных частей планеты. Как ни велики престиж и популярность старейших и крупнейших выставок — Crufts в Англии и Westminster в США — такого разнообразия пород собак, как на WDS, на этих выставках не бывает.
Наибольшее количество участников привлекают выставки в европейских государствах. Крупнейшими за всю историю WDS стали выставки в Словакии (2009), Франции (2011), Финляндии (2014), где были представлены более 21 тысячи собак, и России (2016) с рекордом в 27000 собак. Число участников на WDS в странах Южной Америки превысило лишь 3 тысячи (Аргентина, 2005). В Азии WDS проходил дважды, в 1982 году в Японии, где приняли участие 1400 собак, и в 2019 году в Китае.

## Программа
Центральное мероприятие Шоу — международная выставка собак ранга CACIB на соискание самого высшего титула, который может получить собака, «Чемпион мира». В рамках мероприятия помимо международной выставки проводятся монопородные выставки и различные состязания. В зависимости от программы это могут быть Чемпионат мира по обидиенс, Чемпионат мира по танцам с собаками, Чемпионат мира по флайболу, Чемпионат мира по аджилити, Чемпионат среди юных хендлеров, Международный Чемпионат породы.

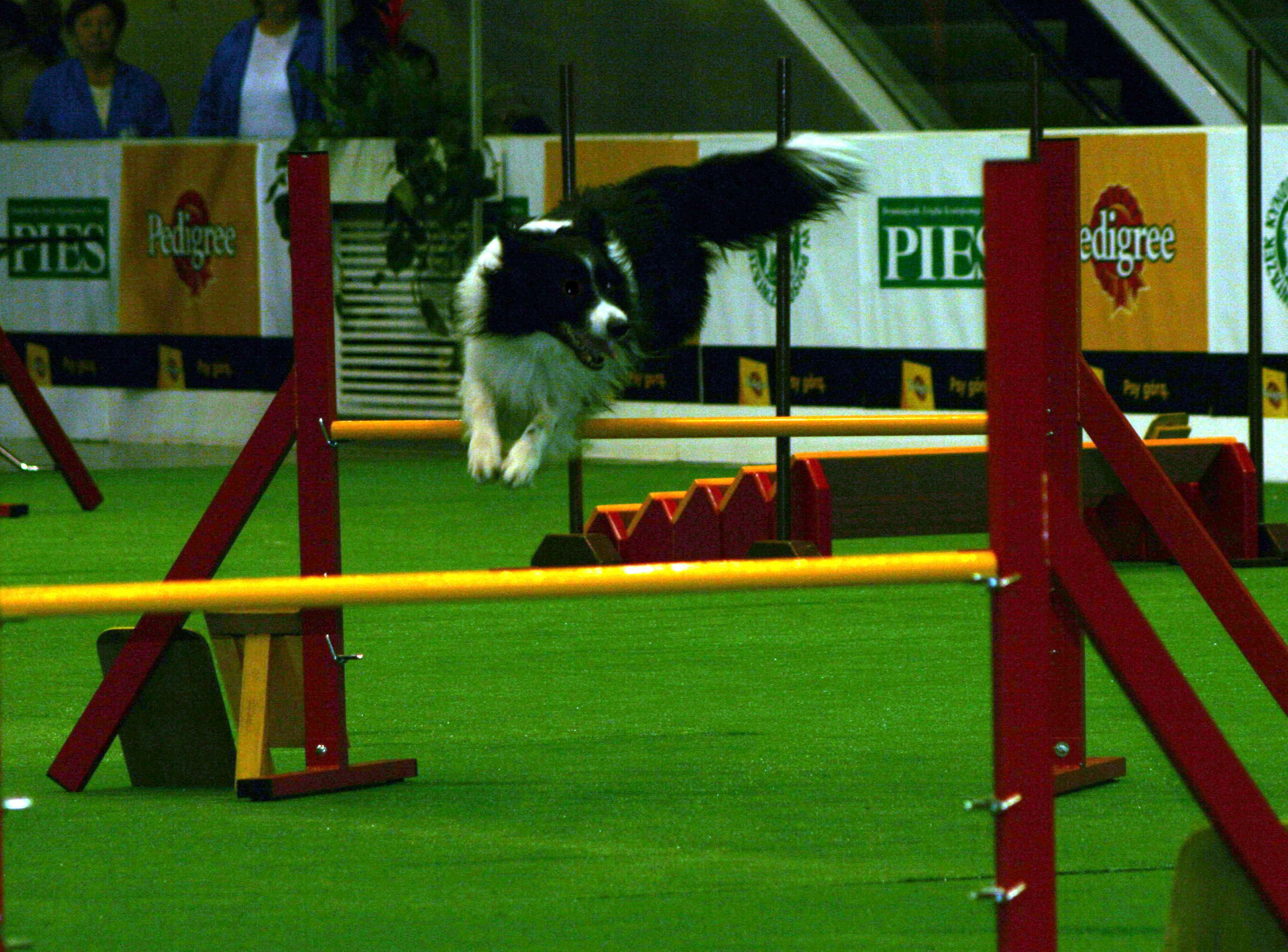
Чемпионат мира по аджилити на World Dog Show 2006 в Познани

Собакам, которые выигрывают в любой из категорий Дог Шоу, присваивается звание «Чемпион мира». Также на подобных выставках обычно присваиваются титулы чемпионов той страны, в которой проходит World Dog Show.
Титул «Чемпион мира» присуждается в чемпионском, рабочем, открытом и промежуточном классах кобелю или суке, которые претендуют на CACIB и на лучшего кобеля/суку в случае, если порода предварительно признана FCI. Также на Всемирной выставке присваиваются титулы:
- Юный чемпион мира - присуждается лучшему кобелю или суке среди юниоров, которые получили оценку «отлично 1».
- Чемпион мира среди ветеранов — присуждается лучшему кобелю или суке среди ветеранов, которые получили оценку «отлично 1».
- Титул «World Hope» («Мировая перспектива») — присуждается лучшему кобелю или суке в классе щенков, которые получили оценку «большая перспектива, 1».

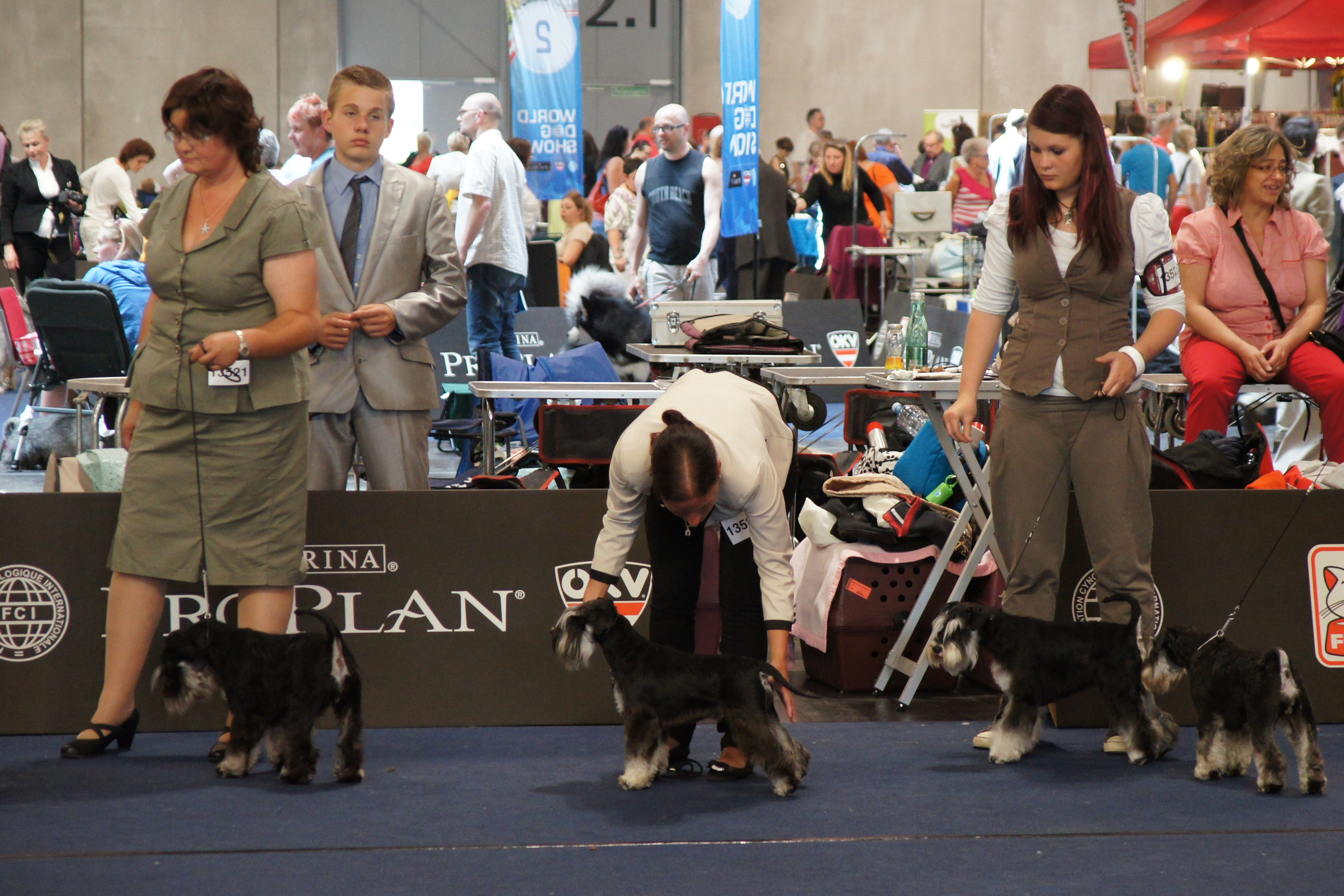
Участники World Dog Show 2012 в Зальцбурге

Данные титулы не могут быть присвоены на других Международных выставках. В день проведения Всемирной выставки запрещается проводить другие выставки ранга CACIB в том же регионе.
Большинство выставок включают в свою программу неотъемлемые конкурсы:
- Конкурс питомников — группа, представляющая питомник, должна состоять не менее чем из трех собак одной породы, одного породного варианта по величине, окрасу и разновидности шерсти, участвовавших в данной выставке и получивших оценку не ниже «хорошо», имеющих одну заводскую приставку, зарегистрированную в FCI. Группа оценивается в соответствии с качеством, и прежде всего, однотипностью представленных в группе собак;
- Конкурс производителей — группу представляет производитель, и не менее четырёх его детей минимально от двух различных партнёров. Все представленные собаки должны быть участниками данной выставки и получить оценку не ниже «хорошо»;
- Конкурс пар — в конкурсе принимают участие пары собак — кобель и сука, участвовавшие в данной выставке, являющиеся представителями одной породы, одной породной разновидности по величине, окрасу и структуре шерсти, и принадлежащие одному владельцу.
- Конкурс «Best in show» — это главный финальный и торжественный конкурс выставки. Экспертизу здесь проводит почетнейший из всех экспертов выставки. В конкурсе принимают участие только лучшие представители породы — по одному от каждой. Победа в этом конкурсе приносит звание «Лучшей собаки мира».

Кроме рабочих и выставочных рингов на выставках присутствует экспозиция компаний, производящих корм, косметику и другие товары для животных. Принимающая сторона организовывает концертную программу для гостей, а для профессиональных кинологов и всех желающих проводится серия тематических научно-практических конференций по кинологии и ветеринарии.

## Статистика чемпионатов
Международная выставка собак проводится ежегодно с 1971 года и часто называется самым важным событием кинологии в мире наряду с престижными выставками Crufts и Westminster Dog Show.
За последние 10 лет Шоу привлекает порядка 20 000 участников из примерно 60 стран. К участию во Всемирной выставке по специальным приглашениям могут допускаться и члены клубов не состоящих в FCI (например члены американского клуба собаководства).
| Победитель                            | Победитель     | Порода                          | Год  | Место проведения                  | Число участников     | Источник             |
| ------------------------------------- | -------------- | ------------------------------- | ---- | --------------------------------- | -------------------- | -------------------- |
|                                       |                |                                 | 1971 | Венгрия, Будапешт                 | 3500 (165 пород)     | [ 17 ]               |
| Donnar de Nordval                     |                | Немецкая овчарка                | 1972 | Бразилия                          | 732                  | [ 4 ]                |
|                                       |                |                                 | 1973 | Германия, Дортмунд                | 4900                 |                      |
|                                       |                |                                 | 1974 | Франция, Париж                    | 2832                 | [ 18 ]               |
| Sugar River Foxfire                   |                | Аляскинский маламут             | 1975 | Марокко, Рабат                    | 509                  | [ 18 ] [ 19 ]        |
|                                       |                |                                 | 1976 | Австрия, Инсбрук                  | 4478                 |                      |
| Dark von der Bismarckquelle           |                | Жесткошёрстный фокстерьер       | 1977 | Дания, Хернинг                    | 3883                 | [ 18 ]               |
| Cinko Duda Csebi                      |                | Пули                            | 1978 | Мексика, Мехико                   |                      |                      |
|                                       |                |                                 | 1979 | Швейцария, Берн                   | 5500                 |                      |
| Beseeka Knight Errant of Silkstone    | Великобритания | Уиппет                          | 1980 | Италия, Верона                    | 4300                 | [ 20 ]               |
| Saliha Deianira                       | Нидерланды     | Салюки                          | 1981 | Германия, Дортмунд                | 8836                 | [ 18 ]               |
| Fujimiland Julia                      | Япония         | Йоркширский терьер              | 1982 | Япония, Токио                     | 1404                 | [ 18 ] [ 21 ]        |
| Tigre                                 | Испания        | Испанский мастиф                | 1983 | Испания, Мадрид                   | 3097                 | [ 18 ]               |
| Kishniga’s Diaghilev                  | Канада         | Русская псовая борзая           | 1984 | Мексика, Акапулько                | 784                  | [ 18 ] [ 22 ]        |
| Abrisa vom Felsenkeller               | Германия       | Салюки                          | 1985 | Нидерланды, Амстердам             | 10093                | [ 18 ]               |
| Abrisa vom Felsenkeller               | Германия       | Салюки                          | 1986 | Австрия, Тульн-ан-дер-Донау       | 7952                 | [ 18 ]               |
| Northwind’s Rising Star               | США            | Самоедская собака               | 1987 | Израиль, Тель-Авив                | 1274                 | [ 18 ]               |
| Northwind’s Rising Star               | США            | Самоедская собака               | 1988 | Перу, Лима                        | 730                  | [ 18 ]               |
| Chouan Gimlet                         | Дания          | Малый вандейский бассет-гриффон | 1989 | Дания, Копенгаген                 | 9473                 | [ 18 ]               |
| Chakpori’s Mao                        | Нидерланды     | Лхаса апсо                      | 1990 | Чехословакия, Брно                | 11942                | [ 18 ]               |
| Fanto vom Hirschell                   | Германия       | Немецкая овчарка                | 1991 | Германия, Дортмунд                | 13427                | [ 18 ]               |
| Caligola di Ponzano                   | Италия         | Неаполитанский мастиф           | 1992 | Испания, Валенсия                 | 6664                 | [ 18 ]               |
| Eddie Tato von Norwalfer              | Аргентина      | Немецкий дог                    | 1993 | Аргентина, Буэнос-Айрес           | 2178                 | [ 18 ]               |
| Arctic Blue Senator                   | Испания        | Сибирский хаски                 | 1994 | Швейцария, Берн                   | 15571                | [ 18 ]               |
| Humphrey dos Sete Moinhos             | Португалия     | Бассет-хаунд                    | 1995 | Бельгия, Брюссель                 | 14164                | [ 18 ]               |
| Sanallah’s Jerome                     | США            | Афганская борзая                | 1996 | Австрия, Вена и Венгрия, Будапешт | 11833                | [ 18 ] [ 23 ]        |
| Afton’s Absolut                       | США            | Американский кокер-спаниель     | 1997 | Пуэрто-Рико, Сан-Хуан             | 4060                 | [ 18 ]               |
| Loteki Supernatural Being             | США            | Континентальный той-спаниель    | 1998 | Финляндия, Хельсинки              | 15295                | [ 18 ] [ 24 ]        |
| Tacara’s Santer Savar                 | США            | Бельгийская овчарка (Тервюрен)  | 1999 | Мексика, Мехико                   | 4000                 |                      |
| Giaccherebbe dell’Angelo del Summano  | Италия         | Итальянский бракк               | 2000 | Италия, Милан                     | 15200                | [ 18 ] [ 25 ]        |
| Atwater Crazy-Diamond Borgoleonardo   | Италия         | Ньюфаундленд                    | 2001 | Португалия, Порту                 | 7282                 | [ 18 ]               |
| Topscore Contradiction                | Норвегия       | Пудель стандартный              | 2002 | Нидерланды, Амстердам             | 14520                | [ 18 ]               |
| Propwash Syzygy                       | США            | Австралийская овчарка           | 2003 | Германия, Дортмунд                | 18716                | [ 18 ]               |
| Double D Cinoblu’s Masterpiece        | Бразилия       | Мопс                            | 2004 | Бразилия, Рио-де-Жанейро          | 2060                 | [ 18 ] [ 26 ]        |
| Homero del Alcazar                    | Бразилия       | Лхаса апсо                      | 2005 | Аргентина, Буэнос-Айрес           | 2806                 | [ 18 ] [ 27 ]        |
| Axel del Monte Alago                  |                | Итальянский бракк               | 2006 | Польша, Познань                   | 20869                | [ 18 ] [ 28 ]        |
| Smash JP Talk About                   | Япония         | Той пудель                      | 2007 | Мексика, Мехико                   | 5528                 | [ 18 ] [ 29 ]        |
| Efbe’s Hidalgo At Goodspice           | США            | Силихем-терьер                  | 2008 | Швеция, Стокгольм                 | 20661                | [ 18 ] [ 30 ]        |
| Northgate’s As You Like It            | Швеция         | Фараонова собака                | 2009 | Словакия, Братислава              | 21140 (21830)        | [ 18 ] [ 31 ] [ 32 ] |
| Smash JP Talk About                   | Япония         | Той Пудель                      | 2010 | Дания, Хернинг                    | 18988 (19300)        | [ 18 ] [ 33 ]        |
| De Kaner’s Wolverine Revenge          | Италия         | Американская акита              | 2011 | Франция, Париж                    | 21547                | [ 18 ] [ 34 ] [ 35 ] |
| Shiraz California Dreamin'            | Швеция         | Салюки                          | 2012 | Австрия, Зальцбург                | 18607                | [ 36 ]               |
| Bottom Shaker My Secret               | Венгрия        | Бобтейл                         | 2013 | Венгрия, Будапешт                 | 18030                | [ 37 ]               |
| Tricky Ricky From Yarrow-Hi Tech      | Индонезия      | Аффенпинчер                     | 2014 | Финляндия, Хельсинки              | 21247                | [ 38 ] [ 39 ]        |
| Ops I did it again del Cuore Impavido | Россия         | Бородатый колли                 | 2015 | Италия, Милан                     | 19927                | [ 9 ] [ 40 ]         |
| Fine Lady s Zolotogo Grada            | Россия         | Русский чёрный терьер           | 2016 | Россия, Москва                    | 27000                | [ 41 ] [ 42 ] [ 43 ] |
| Queenie Eye Del Castel Levante        | Италия         | Немецкий дог                    | 2017 | Германия, Лейпциг                 | 24692                | [ 44 ] [ 45 ] [ 46 ] |
| Frosty Snowman                        | Нидерланды     | Вандейский бассет-гриффон       | 2018 | Нидерланды, Амстердам             |                      | [ 47 ] [ 48 ]        |
| Realline Final Boss                   | Китай          | Вельш корги пемброк             | 2019 | Китай, Шанхай                     |                      | [ 47 ] [ 49 ]        |
|                                       |                |                                 | 2020 | Испания, Мадрид                   | Перенос на июнь 2022 | [ 47 ] [ 50 ]        |
|                                       |                |                                 | 2021 | Чехия, Брно                       |                      | [ 51 ]               |
|                                       |                |                                 | 2022 | Бразилия, Сан-Паулу               |                      | [ 52 ]               |

## Комментарии
1. ↑  CACIB — (Certifikat d`Aptitude au Champional International de Beaute) - кандидат в интернациональные чемпионы красоты (R.CACIB — резервный кандидат; буква R означает «резерв», «второе место»). Сертификат CACIB, полученный на выставке, подтверждается в FCI. Для получения титула «Интернациональный Чемпион красоты» собаке из России нужно получить 4 сертификата CACIB, у трех разных экспертов в трех разных странах или в четырех региональных группах в России.[5].
2. ↑  Монопородная выставка собак - выставка с участием представителей одной породы или секции группы пород